# خانه شهرداری
خانه شهرداری مربوط به دوره قاجار است و در راین، بلوار افلاطون، کوچه شماره ۱، اولین خانه، سمت راست واقع شده و این اثر در تاریخ ۷ اسفند ۱۳۸۶ با شمارهٔ ثبت ۲۱۴۶۱ به‌عنوان یکی از آثار ملی ایران به ثبت رسیده است.